# Lopatica za smeće
Lopatica za smeće, lokalno i mišcafl (od austrijskog germanizma Mistschaufel) ili škovacera/škavacera kućansko priručno pomagalo s kojim se nakon metenja s metlom skupjena prljavština ili otpad odnosi.
Metlica je oblikovana za metenje malim površinama i prilagođena da se može držati u jednoj ruci. 
U dijelovima Austrije rabi se izraz Kehrwisch ili Bartwisch koji se u obliku kerviš ili partviš u sjevernoj Hrvatskoj rabi za vrstu metle.